# 神州碘泡虫
神州碘泡虫（学名：Myxobolus senchowensis）为碘泡科碘泡虫属的动物。在中国，分布于湖北等，营寄生生活，寄生在鲢的鳃。